# رومين بيتاو
رومين بيتاو (بالفرنسية: Romain Pitau)‏ (مواليد 8 أغسطس 1977 في دويه - فرنسا) لاعب كرة قدم فرنسي يلعب حاليا لصالح نادي الدرجة الأولى مونبيلييه الفرنسي منذ 2009 في مركز الوسط المحوري .

## روابط خارجية
- رومين بيتاو على موقع رابطة كرة القدم الفرنسية للمحترفين (الإنجليزية)
- رومين بيتاو على موقع قاعدة بيانات كرة القدم.إي يو (الإنجليزية)
- رومين بيتاو على موقع ليكيب (الفرنسية)
- رومين بيتاو على موقع AS.com (الإسبانية)